# Orthopodomyia papuensis
Orthopodomyia papuensis är en tvåvingeart som beskrevs av Thomas J. Zavortink 1968. Orthopodomyia papuensis ingår i släktet Orthopodomyia och familjen stickmyggor. Inga underarter finns listade i Catalogue of Life.